# La generazione
La generazione è un romanzo dello scrittore e musicista Simone Lenzi, pubblicato nel 2012.
Dall'opera, costruita come un ininterrotto flusso di coscienza del narratore, un erudito portiere di notte che con la moglie si affida alla fecondazione assistita per avere un figlio, nel 2012 è stato liberamente tratto il film Tutti i santi giorni per la regia di Paolo Virzì e co-sceneggiato dallo stesso Lenzi.

## Trama
(Simone Lenzi, La generazione)
Il narratore, di cui non viene mai rivelato il nome, lavora come portiere di notte in un albergo di Pisa. La noia della routine viene alleviata dalle letture del protagonista che, forte di una vasta cultura e di ottima memoria, in un ininterrotto flusso di coscienza utilizza le citazioni e i rimandi alle letture effettuate, soprattutto medici e filosofi del passato, da Aristotele a Lazzaro Spallanzani, da Ippocrate a Antoni van Leeuwenhoek, ma passando anche per Carlo Fontana, autore del manuale Il libro d’oro della donna, bibbia domestica degli anni cinquanta, e poeti come Yeats e Rutilio Namaziano, per descrivere il suo desiderio di paternità, il lungo e difficile percorso affrontato dalla coppia per avere un figlio e la paura del fallimento.
Nonostante il massimo impegno di entrambi i coniugi, le loro speranze finiranno frustrate e il figlio tanto voluto non arriverà. Sarà comunque possibile per i due protagonisti razionalizzare la mancanza di figli e ritrovare un equilibrio nella coppia.

## Personaggi
Il narratorePortiere di notte di un albergo di Pisa. Le citazioni e i molti richiami alle letture effettuate, costituiscono il fil rouge della narrazione. Desideroso di paternità, aiuta la moglie nell'affrontare un lungo e travagliato percorso di fecondazione assistita.
La moglie del narratoreSi affida al marito per il rispetto delle procedure tecniche legate al processo di fecondazione assistita, occupandosi invece personalmente degli adempimenti più noiosi.

## Edizioni
- Simone Lenzi, La generazione, Dalai editore, 2012,  p. 157, ISBN 978-88-6762-083-8.